# Knin
Knin je grad u Hrvatskoj, u Šibensko-kninskoj županiji.

## Opis
Jedan je od najstarijih gradova u Hrvatskoj. Prvi put se u pisanim izvorima kao grad (poleis) spominje 7. godine prije Krista u Strabonovoj Geografiji pod starim nazivom Ninia.
U prapovijesti je na području Knina bilo jedino naselje ranog brončanog doba na istočnom Jadranu, u starom vijeku Knin je bio jedan od samo četiri delmatska grada, a u srednjem vijeku grad je prijestolnica hrvatskih kraljeva i hrvatskog biskupa. Veliku ulogu Knin ima i u novijoj hrvatskoj povijesti.
Koliko je njegovo povijesno značenje govori i popis njegovih osvajača: Rimljani, Ostrogoti, Ugari, Templari, Turci, Mlečani, Francuzi, Austrijanci, Talijani, Nijemci.
Intenzivna povijest ovog prostora ostavila je iza sebe brojne kulturno-povijesne znamenitosti, a posebno se ističe spomenik nulte kategorije – Kninska tvrđava – jedna od najvećih srednjovjekovnih tvrđava u Europi.

## Zemljopis
Knin se nalazi u sjevernoj Dalmaciji, na 44° 2' 24"  sjeverne zemljopisne širine, 16° 11' 35"  istočne zemljopisne dužine te na nadmorskoj visini 214 m.
Knin je nastao, razvijao se i opstao kao drevno naselje i središte na temelju prirodnih pogodnosti. Ima prirodnu prohodnost i spojničku ulogu od pamtivijeka do danas. 
Evo ukratko i ostalih najbitnijih geografskih obilježja grada:
Grad leži na sedam rijeka (Krka, Butižnica, Orašnica, Kosovčica, Krčić, Radljevac i Marčinkovac) i okružen je s devet planina (Orlovicom, Ilicom, Plješevicom, Bukovcem, Badnjom, Dinarom, Kozjakom, Svilajom i Prominom).
Na području Knina izvire jedna od najljepših europskih rijeka – Krka i to, kao nigdje drugdje u svijetu, ispod slapa druge rijeke – Krčića. Poviše grada nalazi se najviši vrh u Hrvatskoj, Dinara (1831 metar) na istoimenoj planini po kojoj je ime dobilo cijelo gorje koje se proteže od Slovenije do Albanije.
Srednja godišnja maksimalna temperatura u Kninu u kolovozu iznosi 26,5 stupnjeva, a srednja minimalna u siječnju 6 °C. Najkišovitiji su listopad i prosinac, a najsušniji srpanj i kolovoz. Srednja godišnja količina oborina iznosi od 1000 do 1250 mm,  a prosječni broj sunčanih sati godišnje je 2444. Za usporedbu, najviše sunčanih sati u Europi ima Hvar – 2700.
Knin je udaljen 42 kilometra od mora što utječe na to da ovim područjem vlada submediteranska klima.  Iako su ljeti u Kninu redovito najviše temperature u Hrvatskoj, jutra su ugodna i svježa, a dnevna vlažnost zraka redovito je najmanja u Hrvatskoj pa nema sparine.
Kninski temperaturni rekord iznosi 42,3 °C i izmjeren je 10. kolovoza 2017. godine. To je treća najviša temperatura ikad izmjerena u Hrvatskoj. (Ploče s 42,8 i Karlovac s 42,4 stupnja su ispred Knina).

## Stanovništvo
Popis 2011.
Prema popisu stanovništa iz 2011. godine na području administrativne jedinice Grada Knina (Knin, Golubić, Kninsko polje, Kovačić, Ljubač, Oćestovo, Plavno, Polača, Potkonje, Radljevac, Strmica, Vrpolje, Žagrović) živi 15.388 stanovnika u 5372 privatna i 3 javna kućanstva. Na području grada Knina upisano je 8058 stambenih jedinica od čega je 7910 stanova za stalno stanovanje.  
Uzevši u obzir sam grad Knin, u njemu prema popisu iz 2011.  živi 10.493 stanovnika u 3465 privatnih i 3 javna kućanstva. U samom gradu nalazi se 4265 stambenih jedinica od čega je 4239 stanova za stalno stanovanje. 
Na prostoru grada Knina živi 11.612 Hrvata (75,37 % od ukupnog broja stanovništva grada) i 3551 Srbin (23,05 %).

### Nacionalni sastav grada Knina (naseljenog mjesta)
| godina popisa | ukupno | Hrvati           | Srbi           | Jugoslaveni    | ostali        |
| ------------- | ------ | ---------------- | -------------- | -------------- | ------------- |
| 1857.         | 1039   | 785 (75,55 %)    | 254 (24,44 %)  | 0 (0 %)        | 69 (stranci)  |
| 1900.         | 1302   | 699 (53,68 %)    | 467 (35,86 %)  | 0 (0 %)        | 135 (10,36 %) |
| 1910.         | 1270   | 712 (56,06 %)    | 433 (34,09 %)  | 0 (0 %)        | 125 (9,84 %)  |
| 1961.         | 5116   | 1671 (32,66 %)   | 3064 (59,89 %) | 81 (1,58 %)    | 247 (4,82 %)  |
| 1971.         | 7300   | 1686 (23,09 %)   | 4972 (68,10 %) | 343 (4,69 %)   | 299 (4,09 %)  |
| 1981.         | 10.933 | 1701 (15,55 %)   | 6516 (59,59 %) | 2421 (22,14 %) | 295 (2,69 %)  |
| 1991.         | 12.331 | 1660 (13,46 %)   | 9867 (80,01 %) | 381 (3,08 %)   | 423 (3,43 %)  |
| 2001.         | 11.128 | 9546 (85,78 %)   | 1269 (11,40 %) | 0 (0 %)        | 188 (1,68 %)  |
| 2011.         | 15.407 | 11.612 (75,37 %) | 3551 (23,05 %) | 0 (0 %)        | 244 (1,58 %)  |

| broj stanovnika | 10637 | 11284 | 10660 | 12294 | 13179 | 14621 | 13320 | 15482 | 17048 | 18662 | 20164 | 20872 | 21854 | 23025 | 15190 | 15407 | 11633 |
|                 | 1857. | 1869. | 1880. | 1890. | 1900. | 1910. | 1921. | 1931. | 1948. | 1953. | 1961. | 1971. | 1981. | 1991. | 2001. | 2011. | 2021. |

| broj stanovnika | 1039  | 1018  | 1271  | 1270  | 1302  | 1270  | 1600  | 1614  | 2763  | 3543  | 5116  | 7300  | 10933 | 12331 | 11128 | 10633 | 8262  |
|                 | 1857. | 1869. | 1880. | 1890. | 1900. | 1910. | 1921. | 1931. | 1948. | 1953. | 1961. | 1971. | 1981. | 1991. | 2001. | 2011. | 2021. |

## Uprava
Područje Grada Knina čine naselja Golubić, Knin, Kninsko Polje, Kovačić, Ljubač, Oćestovo, Plavno, Polača, Potkonje, Radljevac, Strmica, Vrpolje i Žagrović. 
Prvi kninski gradonačelnik nakon Oluje bio je Milivoj Tomaš, koji je imenovan nakon lokalnih izbora 1997. godine. On je tu funkciju obnašao samo devet mjeseci, od 26. svibnja 1997. godine do 7. ožujka 1998. godine.
Njega smjenjuje Joško Odak koji je dužnost gradonačelnika Knina obnašao do 2001. godine.
Od 2001. do 2005. godine gradonačelnik Knina bio je Vinko Marić.
Od 2005. do 2015. godine, u dva i pol mandata gradonačelnica je bila Josipa Rimac.
Nakon ostavke Josipe Rimac zbog odlaska u Hrvatski sabor, u rujnu 2015. godine, kao njen prvi zamjenik, dužnost gradonačelnika preuzima Nikola Blažević.
Na lokalnim izborima za gradonačelnika održanima 2017. godine pobjeđuje dr. sc. Marko Jelić.
Nakon izbora 2021. godine Marko Jelić postaje župan, a gradonačelnik Knina postaje Marijo Ćaćić

## Povijest

### Uvod
Knin je jedan od najstarijih gradova u Hrvatskoj. Prvi put se u pisanim izvorima kao grad (poleis) spominje 7. godine prije Krista u Strabonovoj Geografiji pod starim nazivom Ninia. U prapovijesti je na području Knina bilo jedino naselje ranog brončanog doba na istočnom Jadranu, u starom vijeku Knin je bio jedan od samo četiri delmatska grada, a u srednjem vijeku grad je prijestolnica hrvatskih kraljeva i hrvatskog biskupa. Veliku ulogu Knin ima i u novijoj hrvatskoj povijesti. Koliko je njegovo povijesno značenje govori i popis njegovih osvajača: Rimljani, Ostrogoti, Ugari, Templari, Turci, Mlečani, Francuzi, Austrijanci, Talijani, Nijemci. 

### Kameno doba
Tragovi ljudske djelatnosti iz kamenog doba na području Knina malobrojni su. U Strmici su pronađene okamenjene kosti diluvijalnih životinja, ali još nema dokaza o prisutnosti fosilnog čovjeka. Nalaz jednog kamenog artefakta iz Gospodske pećine podno Dinare upućuje na pretpostavku o prisutnosti starije faze mlađeg paleolitika (oko 100 tisuća godina prije Krista ). Mogu se očekivati i bogatiji ostaci iz tog vremena jer su postojali svi klimatski i ostali uvjeti za život.
Kao neolitička nalazišta (neolitik na našem području traje od 5 tisuća do 3,5 tisuće godina prije Krista) u literaturi se navode Knin s brdom Spas, brdo Konj, sela Plavno i Varivode te spilja Biolin. U pokusnom istraživanju obavljenom 1932. godine fra Lujo Marun, Pavao Pauš i Werner Buttler pronašli su na sjevernom dijelu brda Spas ulomke keramike iz neolitičkog razdoblja te podosta raznih drugih predmeta od kamena. Iz Otona potječe nož, dlijeto i sjekira od porfita, kvarcita i asfanita, a iz Kaldrme mala jezičasta sjekira od serpentina. Postoje naznake prema nalazima keramičkih ulomaka da bi Biskupija mogla biti neolitičko nalazište. U Erveniku je pronađen kameni predmet u obliku postolarskog kalupa. Takvi predmeti služili su prilikom obrade zemlje. U Ivoševcima je pronađena jedna kremena oštrica. Veća količina različitih kamenih predmeta pronađena je u Đevrskama. Među tim materijalnim ostatcima prevladavaju strelice i sjekire, a po nalazima jezgri može se zaključiti da su se ti kremeni artefakti ovdje i proizvodili.

### Bakreno doba
Prva eneolitička kultura (eneolitik na području Hrvatske traje od 3,5 do 3 tisuće godina prije Krista) na širem području Dalmacije otkrivena je na kninskom brdu Spas. Ovdje su provedena sondažna istraživanja 1932. godine, a među ostalim pronađeno je i nekoliko ulomaka eneolitičke keramike i bakrenih predmeta. Na krajnjem južnom pristanku kninske tvrđave, prilikom gradnje Atlagića mosta na Krki, 1934. godine, pronađeno je nekoliko artefakata iz bakrenog doba. U Otonu su slučajno pronađene dvije keramičke posude koje se tipološki mogu vezati za areal širenja Lasinjske kulture. Taj nalaz afirmira pravac utjecaja Lasinjske kulture preko Like na kninsko područje, a možda i njenu trajniju prisutnost na tom prostoru. Osim eneolitičke keramike, s kninskog područja potječu i bakreni predmeti koji su inače rijetki na području Dalmacije.

### Brončano doba
S. Dimitrijević smatra da, od nalazišta Jadranskog tipa Ljubljanske kulture (rano brončano doba, 2300. – 1600. godina prije Krista) koji su do sad otkriveni na istočnom Jadranu samo brdo Spas predstavlja pravo naselje, a ostali su samo bili staništa za kraći boravak. Jadranski tip Ljubljanske kulture javlja se i na području mjesta Cetina kod Knina, nešto prije pojave Cetinske kulture koja se smješta u srednje brončano doba. Od tridesetak gradina na kninskom području zasigurno su Spas i Topolje bili kontinuirano naseljeni od eneolitika do dolaska Rimljana. O prisutnosti Cetinske kulture na kninskom području, osim glavnog nalazišta oko izvora rijeke Cetine govori i materijal iz Ervenika. Srednje brončano doba (1700. – 1300. godina prije Krista) zastupljeno je na kninskom području bodežom koji je pronađen na brdu Spas. Iz kasnog brončanog doba (1300. – 800. godina prije Krista) najbogatiji nalaz predmeta potječe iz jednog skeletnog groba koji je otkriven ispod gradine u Topolju. Riječ je o dva brončana spiralnonaočalasta privjeska, osam vrpčastih narukvica i jedna spiralna narukvica. U Đevrskama slučajno je pronađen brončani spiralno naočalasti privjesak te krivi nož. U okolici Knina slučajno je pronađena šuplja sjekira-kelt kojoj gornji krak ušice izlazi iz oboda ispod kojega teče paralelno urezana pruga.

### Željezno doba
Kninsko područje u željezno doba (započinje oko 800. godine prije Krista) nalazilo se u okviru Liburnske kulturne skupine. Među naseljima s najdužim kontinuitetom življenja ubrajaju se gradine na brdu Spas i na Topolju. Te dvije gradine dominiraju preglednom vidljivošću nad Kninskim poljem. Na brdu Spas su pronađeni mnogobrojni ostaci željeznog doba. Ptolomejev Curcum koji M. Suić ubicira negdje oko Knina, najbolje se može vezati uz topoljsku gradinu, a taj toponim svakako je mogao odrediti i ime rijeke Krke. Što se tiče kninske okolice, u željezno doba su postojala gradinska naselja u Radučiću, Erveniku, Mokrom polju, Pađenima, Oćestovu, Plavnu, Žagroviću, Strmici, Vrbniku, Markovcu, Riđanima, Uzdolju, Golubiću, Ljupču i Vrpolju. Tumuli (tumul = kameni humak pod kojim se nalazi jedan ili više grobova) iz željeznog doba nalaze se Erveniku, Mokrom polju, Smrdeljima, Radučiću, Kosovu, Ljupču i Podinarju.

#### Gradina na Spasu
Knin, točnije brdo Spas naseljen je od prapovijesti, točnije od mlađeg kamenog doba. Prvi oblik naselja na Spasu bila je gradina. Fra Lujo Marun i njemački arheolog W. Battler su 1932. godine izveli pokusno iskapanje na Spasu i utvrdili su da je područje nekadašnjeg naselja – gradine opasano prapovijesnim bedemima. Battler je objavio podatke o iskapanju, kao i skicu gradine. On kaže da je eneolitski sloj (kameno-bakreno doba) debeo 50 cm i da su iznad njega ostaci iz željeznog, te iz rimskog i slavenskog razdoblja. Tu je, dakle, poniklo najstarije kninsko naselje, koje će se ubrzo razviti u ilirsko i kasnije povijesno središte. Naselje na Spasu, odnosno kninska gradina, nastala je kao rezultat izvanjskih pritisaka na zatečeno sjedilačko, poljodjelsko stanovništvo kojem treba sklonište na sigurnom mjestu. Da bi nastalo gradinsko naselje morali su postojati i gospodarski preduvjeti, a sjeverni zaravan Spasa pruža i jedno i drugo. Prapovijesni je bedem podignut samo s istočne strane gradine, dok se zapadna strana strmo obara u 100 metara niže korito Krke. To je bila prirodna zaštita gradine. Gospodarska osnova bila je u okolnim krškim poljima koja presijecaju mnogi vodeni tokovi. Kuće su bile građene od kamenog suhozida, četvrtastog tlocrta, a imali su samo jedan otvor – vrata. Kuća se sastojala od jedne prostorije u kojoj je bilo ognjište. O prostorima i objektima javne namjene teško je govoriti. Općenito se može govoriti da su morali postojati objekti za zajednički kult, za zborovanje zajednice, za trgovinu, za zajedničke svečanosti i sl. Predurbana naselja poput gradine na Spasu imala su i neke rudimente komunalija. To su u prvom redu instalacije za prikupljanje kišnice. Bili su to manji bazeni za opskrbu vodom pojedinih domaćinstava, ali i javni rezervoari za zajedničke potrebe. Do ulaza u naselje, gradinskih vrata, najvjerojatnije je vodila prometnica u obliku pješačke i konjske staze.

#### Grad Ninia
Gradina na Spasu u 4. i 5. stoljeću prije Krista, kada brzo raste moć rodovske aristokracije među Ilirima, postaje centrom relativno velike integracijske cjeline kao naselje hegemon, odnosno postaje sjecištem svih pravnih, gospodarskih, vojnih, vjerskih i kulturnih zadaća zajednice. Tu borave plemenski poglavice, vračevi, umjetnici i uopće svi pripadnici onog društvenog sloja koji više nije morao raditi, piše povjesničar Petar Živković. Kada je gradina na Spasu postala grad ne znamo, no znamo kada se prvi put spominje kao grad (poleis). Prvo spominjanje Knina, ne kao naselja ili gradine, nego kao grada (poleis) događa se 7. godine prije Krista u Strabonovoj Geografiji. Naime, veliki grčki geograf i povjesničar Strabon (živio od 64. godine prije Krista do 24. godine po Kristu) napisao je geografsku enciklopediju toga vremena, djelo u 17 knjiga, Geografiju (Geographia). Prvo izdanje Geografije objavljeno je 7. godine prije Krista, a zadnje 23. godine po Kristu.
Strabon spominje grad Niniju u petom poglavlju sedme knjige Geografije kada govori o ilirskom plemenu – Delmatima. Dalje slijedi obala Delmata i njihovo pristanište Salona. To je brojno pleme koje već dugo ratuje protiv Rimljana. Imaju pedeset spomena vrijednih naselja od kojih su neka i gradovi (poleis): Salonu i Priamonu i Niniju i Sinotij novi i stari koje je spalio August“, piše Strabon. Citat iz Strabonove Geografije u kojem se spominje Ninia navodi i najveći hrvatski autoritet za povijest antike, profesor emeritus dr. sc. Marin Zaninović u svom izvornom znanstvenom članku „Od Ninije do Promone“ napominjući da je grčki povjesničar Strabon pouzdan pisac u čije se pisanje nema razloga sumnjati. Znameniti hrvatski arheolog dr. sc. Dušan Jelovina u svom izvornom znanstvenom radu „Starohrvatska nekropola na brdu Spasu kod Knina“ piše da dosadašnja arheološka otkrića predstavljaju jak argument da se grad Ninia smjesti na mjesto današnjeg Knina, odnosno brda Spas. „Osim starohrvatskih grobova, na Spasu su otkopani i temeljni ostaci arhitekture, za koje se utvrdilo da pripadaju rimskom naselju, vjerojatno ostacima stare Ninije“, piše dr. Dušan Jelovina i nastavlja: „Među značajnijim nalazima na Spasu svakako su djelomično otkriveni temeljni ostaci arhitektura, za koje se, na temelju nalaza ulomaka kamene plastike, tegula i fragmenata keramičkog posuđa, nedvojbeno utvrdilo da pripadaju rimskom naselju. Ova otkrića, kao i prije istraženo veliko groblje na istočnom podnožju ovoga brda zvano 'Greblje', predstavljaju jak prilog argumentaciji onim istraživačima koji pretpostavljaju da bi se staro antičko naselje – grad Niniju, koju spominju antički pisci, trebalo smjestiti na mjesto današnjeg Knina, odnosno njegove tvrđave i gradine Spas“, piše u svom izvornom znanstvenom radu, dr. sc. Dušan Jelovina. Povjesničar Petar Živković i arheolog Milojko Budimir smještaju Niniju na sjeverni dio brda Spas. „Ninia je locirana na sjevernoj zaravni brda Spas, dugačkoj oko 300 i širokoj oko 160 metara“, piše Živković u znanstvenom članku „Oblikovanje kninske tvrđave i grada do godine 1918.“. „Ninia se može ubicirati na brdu Spas kod Knina“, piše Milojko Budimir u svom znanstvenom članku „Arheološka topografija kninske općine“. Profesor emeritus dr. Marin Zaninović u svom znanstvenom radu spominje hrvatskog jezikoslovca i ilirologa Antuna Mayera koji etimološki pojašnjava kako je srednjovjekovno ime Knina, „Tenen“ nastalo od imena „Ninia“: „Naš zaslužni ilirolog A. Mayer je pokazao kako se srednjovjekovno ime 'he Tnena' ili 'to Tenen', zabilježeno u Konstantina Porfirogeneta, izvodi iz imena Ninia“, navodi dr. Zaninović. S obzirom na to da je srednjovjekovni Knin (tvrđava na južnom dijelu brda Spas) sagrađen k razrušenoj antičkoj Niniji (sjeverni dio brda Spas), nije teško etimološki zaključiti da je k Niniji nastao Knin. Evo što je o Niniji zapisao konzervator u Ministarstvu kulture RH, arheolog i znanstvenik dr. sc. Marko Sinobad: „Izniman povijesni značaj brda Spas otkriva prije svega njegov dominantan položaj u prostoru, a potvrđen je i sondažnim arheološkim iskopavanjima koja su ondje provedena u više navrata. Arheološkim iskopavanjem iz 1932. godine otkriven je segment obrambenog bedema gradinskog naselja i pokretni arheološki materijal iz eneolitika i željeznog doba. Narednim sondažnim arheološkim iskopavanjima, koja su provedena u razdoblju od 1977. do 1982. godine, otkriveno je srednjovjekovno groblje i ostaci arhitekture iz rimskog razdoblja. Iako je istražena relativno mala površina gradinskog naselja, otkriveni materijalni ostaci jasno kazuju da je riječ o jednom od najznačajnijih utvrđenih ilirskih naselja na širem kninskom području. Otkriveni ostaci arhitekture svjedoče da se ondje nastavilo živjeti i u rimsko doba, te da je naselje bilo potpuno urbanizirano. U to vrijeme izgrađeni su i bedemi koji se još uvijek mogu vidjeti na jugoistočnim obroncima brda. Dodatnu potvrdu značaja tog naselja u kasnoj antici pruža i groblje na položaju Greblje, na mjestu današnje gradske vodospreme, koje je jedno od najvećih istraženih grobalja iz vremena seobe naroda u jugoistočnoj Europi. Utvrđeno naselje na brdu Spas najčešće se identificira s delmatskim gradom Ninijom kojeg spominje Strabon. Takva identifikacija, osim etimološke potvrde koju je dao ilirolog A. Mayer, ima i svoju epigrafsku potvrdu, iako ona danas nije do kraja provjerljiva. U jednoj privatnoj gradskoj zbirci iz 19. stoljeća bio je pohranjen antički natpis koji izrijekom spominje Niniju, međutim on nam se sačuvao samo u prijepisu, dok se spomeniku u međuvremenu zameo trag. S obzirom na to da vjerodostojnost prijepisa potvrđuju drugi sačuvani natpisi iz te zbirke, nema posebnog razloga sumnjati ni u spomenuti natpis niti u identifikaciju Ninije s Kninom“, napisao je dr. sc. Marko Sinobad. Ninija je bila je strateški važna i imala je ključnu funkciju na prastarom povijesnom putu sjever – jug.  No, što se dogodilo s antičkim gradom Ninijom? Strabon piše da ju je August dao zapaliti s čime se slaže i Zaninović: „Najvjerojatnije je, dakle (…) kako je to zabilježio Strabon, jedna kolona iz te Oktavijanove vojske poslana zauzeti i spaliti Niniju“, piše Zaninović. On pretpostavlja da se to dogodilo 34. godine prije Krista i zaključuje da se Ninia nakon toga više nije obnovila, barem ne u ranijem dijelu rimske antike. „Ona je vjerojatno bila potpuno uništena, jer se poslije više ne spominje… Srednjovjekovni i starohrvatski Knin je svojom velikom tvrđavom, građevinama i crkvama, dobrano prebrisao već prije uništene ostatke pretpovijesne Ninije i naprosto je prekrio“, stoji u Zaninovićevom znanstvenom radu. Petar Živković smatra da se život u Niniju kasnije vratio: „Nakon nekog vremena u Niniju se morao vratiti život, ako je uopće bio prekinut“, smatra Živković. Arheološki nalazi upućuju na to da je u prvim desetljećima 1. stoljeća u Niniji boravilo odjeljenje 11. rimske legije iz Burnuma zbog kontrole strateškog položaja. Prodorom Germana u drugoj polovici 2. stoljeća Ninia se ponovno revitalizira i postaje kastrum. Nešto prije 500. godine Goti (Ostrogoti) su okupirali provinciju Dalmaciju te su se naselili u kasnoantičku Niniju. To nam potvrđuje “Greblje” – velika naseobinska nekropola na redove iz 6. stoljeća na istočnoj padini Spasa, ispod tadašnjeg kastruma, najvećeg u provinciji Dalmaciji. Ninia je za gotske prevlasti bila značajnim središtem, a možda i središtem administrativnog značenja. To je posljedica njezina strategijskog i prometnog položaja jer postaje centrom i raskrižjem sustava komunikacija provincije Dalmacije. Za rata Gota i bizantskog cara Justinijana (536. – 537. godine) Ninia skupa s cijelom Dalmacijom potpada pod Bizant. No, ni bizantska vlast nad Ninijom nije bila duga jer već početkom 7. stoljeća Avari u savezu sa Slavenima potiskuju Bizant. U jednom od tih seobenih valova nestat će i antička Ninia.

##### O pretpostavci da je Ninia Arduba
Je li stara Ninia koju je, po Strabonu, August dao zapaliti oko 34. godine prije Krista – zapravo Arduba koja je, po Dionu Kasiju, bila posljednji ilirski grad kojega su Rimljani pokorili u Batonskom ratu, 9. godine po Kristu? Neki su povjesničari i putopisci na to pitanje odgovorili potvrdno. Knin se u vezu s Ardubom najprije dovodi u knjizi objavljenoj daleke 1670. godine: “Lexicon Geographicum”. Isto mišljenje ima i Alberto Fortis, talijanski teolog, prirodoslovac, putopisac i redovnik u svom djelu “Put po Dalmaciji” iz 1774. godine.
Evo što on piše: „Knin bi morao biti, prema većini pisaca o ilirskim pitanjima, Arduba u starih pisaca, slavna ne toliko po otporu rimskom vojskovođi Germaniku, koliko po neukrotivoj hrabrosti žena koje su se radije bacale u oganj i rijeku sa svojom djecom nego da postanu robinje pobjedničkih Rimljana. Nema nijednog mjesta duž toka obiju rijeka, Krke i Cetine, kojemu bi bolje odgovarale osobine što ih je Dion Kasije pripisao tvrđavi Ardubi. Rijeka Krka s jedne strane i Butižnica s druge plaču klin kojemu se na vrhu danas uzdiže tvrđava Knin. Povjesničar Dion Kasije, međutim, govori samo o jednoj rijeci, a ne o sutoku, i obilježava ju brzom; to danas ne odgovara Krki pod zidinama Knina gdje je, istinu govoreći, vrlo lijena toka“, piše Fortis. Ipak, Fortis tada nije znao da se antički ilirski grad nalazio na sjevernom dijelu brda Spas, nasuprot Bulnoj strani, podno kojega je (prije nego joj je reguliran tok) u antičko vrijeme doista tekla brza rijeka – Butižnica. To ipak, naravno, nije nikakav čvrsti dokaz za ubikaciju Ardube na Spasu. Godine 1844. engleski putopisac i egiptolog John Gardner Wilkinson objavljuje u Londonu knjigu “Dalmatia and Montenegro”, a u četvrtom poglavlju knjige piše da je Knin nastao na mjestu drevnog grada Ardube. Ardubu u Knin smještaju i Ivan Lovrić, Lujo Matutinović, Ante Petranović, Josip Modrić i Frane Bulić. Ipak, suvremena povijesna znanost odustala je od ubikacije Ardube na području Knina jer za to nema ni povijesnih ni arheoloških dokaza. Wilhelm Tomaschek ubicirao je 1880. godine Ardubu u Vranduk kraj Zenice, no arheološka iskapanja obavljena 1968. godine nisu dala ni prapovijesnih, niti antičkih nalaza koji bi to potvrdili, tako da ubikacija Ardube ostaje neriješena. Ipak, ako je Arduba dobila ime po dubu (vrsti hrasta), a velika je vjerojatnost da jest, onda taj grad sigurno nije bio na području Vranduka, odnosno Zenice. Naime, dub (Quercus virgiliana) na ovim područjima, prema Hrvatskoj enciklopediji raste samo u submediteranskom području. I hrast medunac (Quercus pubescens) isto se naziva dub. Prema kartama Šumarske enciklopedije, ova vrsta hrasta u Hrvatskoj raste u unutrašnjosti Istre, u trokutu Zrmanja-Krka-Cetina te u Sisačko-moslavačkoj županiji prema granici s BiH (Dubica), a u BiH rasprostranjen je u Hercegovini. Na području Zenice duba nema (tu rastu kitnjak, grab i bukva). A na brdu Spas, gdje neki smještaju Ardubu, i dan danas raste dub. Hipotetski, ako Arduba doista jest bila na brdu Spas, nameće se pitanje zašto su se za jedan grad koristila dva naziva (Arduba i Ninia). Jedan od odgovora bi mogao biti da je Ninia romanizirani naziv ilirske Ardube kao što je, na primjer, Siscia romanizirani naziv ilirske Segestice. Za kraj ove priče o Ardubi, evo što u “Povijesti Rima”, djelu u 80 knjiga, točnije u 15. poglavlju 56. knjige, rimski povjesničar Dion Kasije (živio od 155. do 235. godine po Kristu) piše o rimskom osvajanju Ardube: “Tiberije (mladi rimski car, cezar; op. a.) je sada bio zauzet sređivanjem stvari za neprijatelje koji su se predali i provođenjem uvjeta predaje. Germanik (glavni rimski vojskovođa; op. a.) je skrenuo svoju pažnju prema onima koji su još pružali otpor. Jer, mnogi dezerteri (tako su Rimljani pa i povjesničar Dion Kasije nazivali ilirske ratnike, koji su prije ovoga rata bili rimski vojnici, a koji su se sad borili protiv Rimljana i koji se nisu htjeli predati; op. a.) sprječavali su neprijatelje od nagodbe. Uspio je podložiti mjesto zvano Arduba, ali to nije mogao izvršiti sa svojim snagama iako su one bile znatno veće od suparnikovih. Jer samo je mjesto bilo snažno utvrđeno i rijeka s brzim strujama teče oko cijelog njegovog podnožja osim na jednom kratkom dijelu. Dezerteri su se sukobili sa stanovnicima jer su potonji željeli mir i došlo je do borbe između njih. Dezertere su pomogle žene u utvrdi jer su one, suprotno odluci muškaraca, žudile za slobodom i bile spremne pretrpjeti bilo koju sudbinu nego da padnu pod ropstvo. Prema tome, došlo je do žeštoke borbe i dezerteri su nadjačani i predali su se iako su neki od njih pobjegli. Ali žene, hvatajući svoju djecu, ili su se bacale u plamen ili su skakale u rijeku ispod”, piše Dion Kasije.[nedostaje izvor]

#### Rimsko naselje na Kapitulu
U doba starog Rima postojala je na Kapitulu kod Knina vojna postaja i veteransko naselje na trasi magistralne ceste Salona – Siscija. Na arheološkom lokalitetu Kapitul je pronađeno 26 epigrafskih spomenika od kojih su većina nadgrobni spomenici. Riječ je o nadgrobnim spomenicima iz doba do 10. godine poslije Krista i to vojnika XX. legije čije je sjedište bilo u Burnumu te nadgrobnim spomenicima iz doba između 42. i 69. godine nove ere i to vojnika XI. legije čije je sjedište također bilo u Burnumu. Vojnici su bili porijeklom iz sjeverne Italije i to iz Trevisa, Bodiona, Acqui Terme i Firenze. Pronađen je i nadgrobni spomenik vojnika III. kohorte Alpinaca čije je sjedište bilo u Humcu kod Ljubuškog, a potom u Muću i to iz prve polovice 1. stoljeća. Vojnik je bio keltskog porijekla iz mjesta Bodionae. Nađeni su i nadgrobni spomenici civila s prezimenima Flavije i Aelije.

### Knin od 7. stoljeća do 1102. godine
Početkom 7. stoljeća kninsko područje naseljavaju Hrvati. Ovdje treba napomenuti da postoje i teorije po kojima su Hrvati na ovom području autohton narod, po kojima su Hrvati i Iliri jedan te isti narod drugačijeg naziva i po kojima nije bilo nikakvog doseljenja. Nakon zauzeća Ninije novi gospodari najvjerojatnije nisu do kraja uništili postojeći kastrum, nego su se smjestili u tom prostoru, prilagodivši ga navikama i potrebama stanovanja, piše povjesničar Petar Živković i nastavlja: „No, zbog potreba unutrašnjeg razvitka, kao i zbog izvanjskih opasnosti, novi su stanovnici bili primorani izgraditi novu utvrdu. Prostor kasnoantičkog kastruma bio im je prevelik i zato grade novi kastrum na hrptu središnjeg dijela brda Spas“.
Iako su Hrvati doselili u 7. stoljeću, hrvatska kneževina rađa se tek početkom 9. stoljeća između Zrmanje i Cetine i to iz simbioze ilirsko-romanskih starosjedilaca te doseljenih Hrvata, piše Živković. Ranofeudalna hrvatska kneževina javlja se ranije nego bilo gdje na slavenskom jugu. U okviru kneževine, Ninia, sada Tenen, postaje sjedište političko-teritorijalne jedinice, kninske županije. Drevni kroničari tvrde da se “kninska županija, prebogata lozom, voćnjacima, stadima ovaca, krdima goveda i zlatoklasnim poljima” protezala “od prigorja Dinare na sjeveru do Trogirske zagore na jugu te od Kozjaka i Svilaje na istoku do srednjeg toka rijeke Krke na zapadu”. U pisanim izvorima prvi put se slavenska inačica ilirskog imena Ninia javlja u domaćim izvorima u ispravi kralja Krešimira I. iz 950. godine kao Tignino. Kasnije će se grad jos nazivati imenima Tenen, Tiniense, Teneno, Tenenium, Tenenum, Thenum, Tininium, Tininum, Tnin, Tenenim, Tnenum, Tninum, Tenin,Tin, Tnin, Thelen, Tina, Clin, Clino, Chnin i konačno Knin.
U stranim izvorima srednjovjekovni oblik naziva grada javlja se prvi put u djelu bizantskog cara Konstantina VII. Porfirogeneta “De administrando imperio” (O upravljanju carstvom) iz 950. godine gdje se u 30. poglavlju navodi županija Tnena. Među carevim popisom devet “naseljenih” gradova “Krštene Hrvatske” nalazi se i Tenen. Prije kralja Zvonimira Knin je bio privremena prijestolnica hrvatskih vladara o čemu svjedoče arheološki nalazi pronađeni u Kninu i bližoj okolici. Tako su se u ruševinama crkava koje su podizali hrvatski vladari pronašli natpisi knezova Trpimira i Mutimira, te hrvatskih kraljeva Svetoslava i Držislava. Na kninskom Kapitulu je urezan i prvi etnički i državno-politički pojam Hrvatske – “Dux Chroatorum”. Prema pretpostavci F. Šišića, hrvatski ratoborni knez Domagoj imao je u 9. stoljeću svoj zemljišni posjed oko Knina. Prema zapisima arhiđakona Tome (oko 1270.) i znanstvenim radovima F. Šišića, Knin je bio i gubilište kneza Zdeslava. Hrvati su naime bili podijeljeni u dva tabora, bizantski (Trpimirovići – Trpimirova loza) i franački (Domagojevići – Domagojeva loza). Sve je to bilo razlogom da se Domagojev sin Branimir stavi na čelo zavjere i u svibnju 879. godine u Kninu ubije Zdeslava i tako sam zasjedne na hrvatski kneževski prijestol. Kod Knina je nađen natpis koji spominje „slavnoga kneza Zdeslava strelicama ubijena“.
Godine 1040. za vrijeme hrvatskog kralja Petra Krešimira osniva se u Kninu biskupija, a biskup nosi naziv “hrvatski biskup” (eppiscopus chroatensis) sa sjedištem, kako bilježi splitski kroničar Toma arhiđakon (13. st.), u polju u crkvi Sv. Marije, blizu kninskog kaštela. Prema dvjema starijim teorijama katedrala hrvatskog biskupa bila je na Kapitulu ili u Biskupiji na Crkvini kod crkve sv. Marije, dok se prema trećoj teoriji nalazila u neposrednoj blizini kninske tvrđave pokraj Loredanovih vrata. Hrvatski biskup je imao mnoge župe, imanja i posjede po cijelom hrvatskom kraljevstvu. Bio je kraljev biskup i pratio je kraljev dvor. Njegova jurisdikcija se protezala do rijeke Drave. On nije bio samo crkveni poglavar Hrvata, već je na kraljevskom dvoru obavljao dužnost kancelara (notara) i bio jedan od dvorskih prvaka. Svojim je pečatom pečatio sve državničke spise i kraljeve povelje i tako im davao valjanost. Ustanova “hrvatskog biskupa” bila je najviše vezana za Knin i kraljevski dvor u Kninu. Prvi povijesno priznati hrvatski biskup bio je Marko (1050.). Knin svoj najveći procvat doživljava za vrijeme kralja Dmitra Zvonimira (1074. – 1088.). Nakon krunjenja za hrvatskog kralja u crkvi sv. Petra u Solinu 4. listopada 1075. godine, Zvonimir svoju prijestolnicu prenosi u Knin. On je jedini hrvatski kralj kojega je krunio rimski papa, točnije njegov poslanik Gebizon. Zvonimir je ujedinio dalmatinske gradove te Panonsku i Dalmatinsku Hrvatsku. Za vrijeme njegove vladavine Hrvatska je bila u miru sa svim susjedima. Za vrijeme Zvonimirovog kraljevanja crkva sv. Marije (koja se vjerojatno nalazila kod današnjih Loredanovih vrata) posvećuje se u katedralu, a time je kninsko naselje u predgrađu dobilo status grada. U to vrijeme se kninsko podgrađe s kastrumom sjedinjuje u urbanu cjelinu. Po P. Živkoviću Knin s Kapitulom i Biskupijom u neposrednoj blizini u to doba feudalne Dalmatinske Hrvatske postaje vrlo važno uporište širenja urbane kulture, kao i kulture uopće. Ipak Knin, uz svu vojnu, političku i kulturnu moć, nije izrastao u veće urbano središte, iz jednostavnog razloga što mu je manjkala gospodarska komponenta obrtničkog i trgovačkog centra za šire hrvatsko područje. Kao svog vazala papa Urban II. pozvao je 1088. godine kralja Zvonimira da se uključi u križarski rat. Tim povodom Zvonimir je sazvao sabor u “Petih crikvah u Kosovi” u današnjoj Biskupiji. Prema, Poljsko ugarskoj kronici iz 14. stoljeća i dodatku hrvatskoj redakciji ljetopisa Popa Dukljanina napravljenoj u 15. stoljeću narod se nije odazvao pozivu Zvonimira da se krene u križarski rat nego je pogubio svojeg kralja. No, po ranijim izvorima i to povelji Zvonimirovog suvremenika, Stjepana II. od 8. rujna 1089., kao i po Tominoj kronici iz 13. stoljeća Zvonimir je umro prirodnom smrću. Budući da raniji izvori govore o prirodnoj smrti kralja Zvonimira, a puno kasniji izvori o tome da je ubijen, a, također, uzevši u obzir činjenicu da je autor teksta hrvatske redakcije Ljetopisa Popa Dukljanina iz 15. stoljeća koji govori o nasilnoj Zvonimirovoj smrti dao svojoj verziji specifični autorski pečat, neki povjesničari se kroz svoje znanstvene radove, poput prof. dr. Ive Goldsteina, priklanjaju teoriji da je kralj Zvonimir umro prirodnom smrću. Stjepan Gunjača rukovodeći se Kratkom kronikom hrvatskog kraljevstva franjevca Ivana Tomašića iz 16. stoljeća iznio je pretpostavku da je kralj Zvonimir pokopan upravo na Kapitulu u crkvi sv. Bartolomeja. Kako Zvonimir nije imao svojeg direktnog nasljednika izbili su u Hrvatskoj politički nemiri. Javile su se dvije struje. Jedna je bila za Stjepana II. (1088. – 1090.), sinovca kralja Petra Krešimira IV. i u njoj su bili svi dalmatinski gradovi, visoki kler i većina hrvatskih velikaša i plemića. Druga struja se priklonila Zvonimirovoj udovici Jeleni, sestri ugarskog kralja Ladislava. Kako je Stjepan ubrzo umro ponovno se pojave borbe za prijestolje iz kojih kao pobjednica iziđe Jelena i ponudi hrvatsko prijestolje svojemu bratu, ugarskome kralju Ladislavu. Ladislav tada okupira Slavoniju od Drave do Kapele, ali dalje od toga nije išao.
Poslije smrti Stjepana II. hrvatsko plemstvo južno od Gvozda je za kralja izabralo Petra koji za svoje sjedište uzme Knin. Prema mađarskom ljetopiscu iz 13. stoljeća Simonu de Kezi, prijestolnica i prijestolje kralja Petra, člana nepoznatog hrvatskog rodovskog plemstva, nalazila se u samom gradu Kninu (in Tenen ciuitate), dakle ne u kninskoj tvrđavi. U gradu Kninu je po riječima ovog mađarskog ljetopisca bila i njegova palača. Ladislava je na ugarskom prijestolju naslijedio kralj Koloman koji je odlučio povesti rat protiv hrvatskog kralja Petra. Kad je Petar doznao da se ugarski kralj Koloman uputio sa svojom vojskom u Dalmaciju, iz Knina mu je pošao u susret sa svojom vojskom, po starom srednjovjekovnom običaju, piše S. Antoljak. Vjekoslav Klaić, koji kralja Petra naziva Petar Svačić, o bitci piše: „Bijaše tu ljute borbe i prolilo se mnogo krvi dok napokon prevlada Koloman pomagan hrvatskim četama. Nakon očajne borbe pade i sam Petar Svačić u planini koja se po njem za sva vremena prozvala Petrova gora. On pade tužno, a s njim i nekadašnja potpuna nezavisnost Kraljevstva Hrvatskoga“. Tako je na planini Gvozd, današnjoj Petrovoj gori, 1097. godine posljednji hrvatski kralj Petar Svačić ubijen, a njegova vojska poražena, kažu udžbenici povijesti. No svi se povjesničari ne slažu s mjestom odvijanja bitke. Tako povjesničar i arheolog Stjepan Gunjača smatra da se bitka odigrala na Kapeli. Povjesničar Ivo Goldstein pak smatra da nije točno ni jedno ni drugo nego da je bitka bila negdje na potezu iz Siska duž Une prema Kninu. Pogibijom kralja Petra, Hrvatska je 1102. godine stupila s Ugarskom u personalnu uniju koja će trajati 800 godina.

### Knin u Hrvatsko-Ugarskom Kraljevstvu (1102. – 1522.)
Na ceremoniji krunidbe 1102. godine u Biogradu Koloman je vjerojatno preuzeo Zvonimirovu krunu i obvezao se da će štititi podanike hrvatskog kraljevstva. Ulaskom Hrvatske u personalnu uniju s Ugarskom, Knin gubi status prijestolnoga grada te središta hrvatskog biskupa, no grad je ostao značajno administrativno i vojno središte u kojem stoluje herceg – zamjenik kralja za Hrvatsku, u kojem se nalaze banski i županijski sud te u kojem se sazivaju dalmatinsko-hrvatski sabori.
U 13. stoljeću Mađari proglašavaju Knin kraljevskim gradom u kojem stoluje herceg Bela. Kninsko se gradsko naselje u 13. stoljeću širi o čemu svjedoči i podatak da kninski biskup Nikola, između 1272. i 1274. gradi novu katedralu u podgrađu, južnije od ranijih crkvenih objekata što znaci da se naselje širilo prema jugu. Sam čin gradnje katedrale najbolje svjedoči o tadašnjem jačanju Knina kao srednjovjekovne urbane cjeline i kao važnog administrativnog, gospodarskog i vjerskog središta. Ne zna se kakve je posljedice za stanovnike Knina i za grad imala provala Mongola 1241./1242. godine, no pretpostavlja se da je nakon provale došlo do ojačavanja i usavršavanja fortifikacije Knina. Krajem 13. stoljeća zbog slabljenja moći Arpadovića, raste moć hrvatskih velikaša, posebno knezova Bribirskih koji su se uzdigli do nasljedne banske časti i postali gospodari Knina. Tada počinje višestoljetna borba za Knin za vrijeme koje se Knin nalazio u vlasti i Bribiraca i Nelipića i Hrvatinića i Babonića, kao i bio izravni kraljevski posjed. Početkom dvadesetih godina 14.  stoljeća za vlast nad Kninom se bore domaći velikaši Šubići i Nelipići. Da bi raspravio njihove nesuglasice dolazi u Knin koncem rujna 1322. godine kralj Karlo Robert. Na saboru u Kninu svrgava Mladena II. Šubića s banske časti, baca ga u kninsku tamnicu, a zatim pod oružanom pratnjom odvodi u Zagreb, a odatle u Mađarsku. Poslije kraljeva odlaska iz Knina udruženi hrvatski velikaši, Mladenova braća Juraj, Pavao i Grgur Šubić i vojvoda Ivan Nelipić su se okrenuli protiv kralja i bana Ivana Babonića te uspjeli zaposjesti Knin. No, taj je savez malo potrajao. Već sljedeće 1323. godine vojvoda je izigrao savez. Vođe dva suparnička tabora su bili Ivan Nelipić i Juraj II. Šubić. U tom sukobu na stranu Jurja II. stali su bosanski ban Stjepan II. Kotromanić i Zadrani, a na stranu Nelipića stali su livanjski Mihovilovići, krbavski Kurjakovići te gradovi Šibenik i Trogir. Juraj II. je uz pomoć postrojbi koje mu je spremio ban Stjepan II. sredinom godine 1324. počeo opsjedati Knin. Do odlučne bitke došlo je 7. lipnja 1324.  kod izvora Krke u Topolju kada je Ivan Nelipić hametice potukao Jurja Šubića. Od tada pa do 1345. godine vladaju Kninom Nelipići (Ivan i supruga mu Vladislava), prkoseći i brišući svaki znak kraljevske vlasti. U periodu vladavine Kninom Ivan Nelipić proširuje svoj teritorij i taktizira s dalmatinskim gradovima. Ta politika vojvode nije se svidjela Veneciji koja primorske gradove smatra svojim posjedom. Ali zbog vječitog rivalstva za dalmatinske gradove s ugarsko-hrvatskim kraljem Venecija bira manju opasnost i 1343. godine vojvodu Nelipića učini mletačkim građaninom. Nelipić umire 1344. godine, a tada na ugarsko prijestolje dolazi Ludovik, koji je bacio oko na Knin. Udovica kneza Nelipića, energična i vješta Vladislava, dugo se odupirala mađarskim zahtjevima. Vladislavi je vojnu pomoć slala Venecija, kojoj je bilo u interesu da se utjecaj Ludovika udalji što više od mora. Ludovikov ban Nikola spustio se 1344. godine s 4 tisuće vojnika prema Kninu i stao ga opsjedati, no uzalud jer je Knin bio utvrđen “visokim i čvrstim bedemima”. Međutim, kraljev pohod na Knin u srpnju 1345. godine s 20 tisuća vojnika prisilio je Vladislavu da se pokloni kralju kod Bihaća i preda mu tvrdi Knin, a ona je dobila svoju djedovinu – Sinj i Cetinsku krajinu.
Tvrtko I Kotromanić, ban i samoproglašeni kralj u Bosni, zauzima Knin 1388. godine, za vrijeme građanskog rata u Hrvatsko-Ugarskom kraljevstvu. Knin se ponovno vraća pod bansku vlast 1392. godine kad je hrvatski ban Nikola II. Gorjanski potukao kod Golubića bosanskog vojvodu Vuka Vukčića. Knin je 1401. godine bio meta nasrtaja i pljačke vojske vojvode Hrvoja Vukčića Hrvatinića te mu je stanovništvo moralo plaćati visoke sume novca i davati bogate darove da ih zauzvrat ne dira. Knin je neko vrijeme (1402.) bio pod izravnom vlašću vojvode Hrvatinića. Prvi sukob s Turcima u kninskom kraju zabilježen je 1415. godine, a prvi pouzdani podatak da je tursko kopito zagazilo na tlo kninskog podgrađa potječe iz 1469. godine.

### Knin za vladavine Osmanlija (1522. – 1688.)
Kninski garnizon predao se 29. svibnja. 1522. godine. U napadu tog dana sudjelovale su vojske dvaju turskih sandžakata – bosanskog i hercegovačkog s 20 tisuća ratnika, a podržavalo ih je topništvo. Vojsku bosanskog sandžakata predvodio je glasoviti turski vojskovođa Gazi Husref beg, a hercegovačku vojsku, Mahmud beg, jedan od iskusnijih vojskovođa sultana Sulejmana Veličanstvenog. Zapovjednik kninske tvrđave Mihajlo Vojković iz Klokoča kod Slunja predao je grad bez borbe. Tako je Knin, nakon stoljetne borbe ušao u sastav Osmanlijskog carstva i to kao nahija u sastavu bosanskog sandžakata do 1537. godine. Te je godine osnovan kliški sandžakat u koji ulazi i kninska nahija. Na čelu tvrđave je dizdar koji brine o njezinom održavanju. Knin postaje važno uporište u osmanlijskoj osvajačkoj politici. On je središte turske vlasti u nahiji. Sudska vlast je u rukama kadije koji također sjedi u Kninu. Iz svih tih razloga Knin će imati status kasabe, trećeg najvišeg stupnja u turskoj nomenklaturi. Pretpostavlja se da je Knin bio središte Krčko-ličkog sandžakata osnovanog 1574. godine. Nedugo zatim, 1577. godine, u Kninu je osnovano sjedište riječne kapetanije Krka-kapudani. I konačno, između 1643. i 1662. godine u Kninu je osnovano sjedište vojne kapetanije. Kapetanijska vojska se sastojala od raznih rodova vojnika. Kapetani su vodili policijsko-administrativne poslove, opremali i predvodili vojsku u rat, ustrojili obavještajnu službu i izdavali putovnice. Po riječima odbjeglog kapelana Andrije Radonića u Kninu je 1663. godine bilo 3 tisuće konjanika i 200 pješaka. Tokom kandijskog rata, Venecija se 1648. godine dočepala Knina kojeg su nešto ranije napustili Turci. Venecija u tom ratu nije namjeravala zadržati Knin pa ga nakon pola godine napušta. Pritom djelomično razara tvrđavu. Turci nakon povratka u razrušeni i popaljeni Knin, odmah pristupaju njegovoj obnovi i jačanju. Uočivši veliki propust što je napustila Knin, pogotovo što nije srušila tvrđavu, Venecija ga je 1654. godine odlučila ponovno zauzeti, ali doživi poraz od Fazli-paše. Venecija je za taj poraz optužila svoje vojne inženjere. To je vrijeme kada vojni inženjeri, kao uhode, odlaze na teritorij turske Dalmacije i potajno prave skice utvrda i gradova, da bi time sudjelovali u izradi planova za njihovo osvajanje. Optuženi su i kažnjeni Firentinac ing. Aleksandar Magli i ing. Alberti “koji je krivo izvijestio da zidine kninske tvrđave nisu ispunjene zemljom nego šuplje, te da za njihovo osvajanje stoga ne treba upotrijebiti mnogo topništva”. U doba morejskog rata, poslije dugih i opsežnih priprema, mletačka vojska 1688. godine opsjela je Knin s 10 tisuća vojnika pod zapovjedništvom generalnog providura Jerolima Kornara. Pred njima je stajao utvrđeni Knin čije su se utvrde sastojale od gradskog bedema s palisadom uz Krku te tvrđavskog bedema s istočne strane i dva utvrđenja iznad toga, sa 600 branitelja. Mletačko pješaštvo, konjica i topništvo stegli su obruč oko Knina, sa sjevera, s istoka i s juga. Nakon što su izvukli topove na sjeverni plato brda Spas, tukli su tvrđavu iz neposredne blizine. Nakon 14 dana borbe, 11. rujna 1688. godine, posada se predala, na čelu s Mehmed-pašom Atlagićem (po njemu se zove most preko rijeke Krke na ulazu u Knin). Tako je nakon 166 godina turske vlasti Knin oslobođen. Zarobljeno je oko 300 turskih vojnika, a toliki broj ih je stradao u borbama, te oko 700 civila koji su se iz grada sklonili u tvrđavu. Nakon toga nestalo je muslimansko življe iz Knina. Zarobljeni borci su poslani na galije, a zapovjednici u ropstvo u Veneciju. Novim razgraničenjem Venecije i Osmanlijskog carstva pod Turcima su i dalje ostala neka sela kninskoga područja: Plavno, Bender, Radljevac, Golubić, Strmica, Podinarje i Cetina. Ta su sela ostala pod Turcima do 1721. godine.

### Knin za vladavine Mletačke Republike (1688. – 1797.)
Kada je Knin potpao pod Veneciju, mletački dužd bio je Francesco Morosini. Venecija je novoosvojene krajeve podijelila na krajine (okruge). Jednom je sjedište u Kninu, na čelu s providurom. Knin je i centar sanitarnog “korduna” prema turskoj granici, da se spriječi nekontrolirani prijelaz granice i unošenje zaraznih bolesti. Početkom vladavine Venecije kninski providur bio je Antonio Loredano, a kaštelan Andrija Longo.  Vlast providura trajala je dvije godine. Za razliku od primorskih gradova koji su imali djelomičnu autonomiju i bili slobodni kraljevski gradovi, u Kninu se, zbog važnosti njegove utvrde, upravljalo po mletačkim zakonima. Osim providura koji je imao vlast nad gradom i okolinom i kaštelana koji se brinuo za tvrđavu, izvršni organi bili su još guvernadur, serdari i harambaše. Na čelo kninske serdarije 1691. godine postavljen je Jovan Sinobad koji je kasnije postao i guvernadur. Nakon odlaska Turaka stanovnici ovog područja očekivali su bolje prilike. No, venecijanska aristokracija za to nije imala smisla. Ona se iživljavala u zabavama i živjela raskošno od davno stečenog bogatstva, a Dalmacija joj je služila da iz nje izvuče i ono malo što je imala. Početkom 18. stoljeća u kninskom kraju dogodilo se nekoliko pobuna protiv mletačke vlasti, jer su stanovnici ovoga kraja bili primorani plaćati nesnosno velike dadžbine, venecijanske “decime”. U zimu i proljeće 1704. godine sedam tisuća Bukovčana je diglo ustanak i oslobodilo cijelu Bukovicu. No, iste godine Bukovica je ponovno pokorena, a ustaničke vođe, pop Petar Jagodić – Kuridža, Ilija Nanić i Matija Žabetić osuđeni su na smrt vješanjem te su bili primorani pobjeći u Liku. I tek što je desetomjesečni bukovački bunt bio smiren, planuo je novi seljački ustanak. Početkom 1705. godine Kijevo, Polača, Civljani i Cetina digli su se na oružje protiv Venecije, no i ova buna je nakon godinu dana ugušena. Turci su pokušali vratiti Knin pod svoju vlast te je 1715. godine pet tisuća turskih vojnika napalo Knin, ali ga nije uspjelo osvojiti, jer je bio dobro branjen. Narod grada Knina i okolice pobunio se protiv Mlečana 1720. godine. Buna je teško ugušena. Campoformijskim mirom, zaključenim između Napoleona i Austrije, 1797. godine, prestala je postojati Mletačka republika, a Knin dolazi pod prvu vladavinu Austrije. Prema administrativnoj podjeli 1798. godine Knin postaje sijelo ”Katedre” na čelu s rektorom. Ta prva vladavina Austrije bila je kratkog vijeka. Požunskim mirom 26. prosinca 1805. godine Austrija prepušta Dalmaciju Napoleonu.

### Knin za vladavine Francuske (1805. – 1813.)
Iako je Knin formalno pod Napoleonom od potpisivanja Požunskog mira, 26. prosinca 1805. godine, Francuska vojska ušla je u Knin 16. veljače 1806. godine, pod zapovjedništvom Molitora. Knin je za francuske vladavine bio sjedište kotara – “kantona” u šibenskom okrugu. Kanton Knin ima samo jednu općinu, i to samo grad Knin. Na čelu kantona je vicedelegat, a općinsku upravu predstavlja načelnik – “podesta”. Knin je i sjedište Pomirbenog suda kao prvostupanjskog inokosnog suda, koji potpada pod Okružni sud Zadar. Za svoje vladavine u Dalmaciji Francuzi su osobitu pažnju posvetili razvoju prosvjete, poljodjelstva, trgovine i izgradnji cesta. Godine 1809. Francuzi su izgradili Sredozemnu cestu – stradu Napoleon, koja je započinjala od mosta u Erveniku te išla preko Knina, Topolja, Polače, Kijeva do Sinja, Metkovića te sve do Stona. Te je godine Napoleon ujedinio slovenske i hrvatske zemlje u “Ilirske pokrajine”, a njegovim dekretom iz 1811. godine Dalmacija je podijeljena na 17 kotareva. U šibenskom okrugu je i kotar Knin koji ponovno ima jednu gradsku općinu. Napoleonova katastrofa u Rusiji 1812. godine i poraz u “bici” naroda kod Leipziga 1813. godine pospješili su i ubrzali propast francuske vlasti u Dalmaciji, pa i u Kninu. Tako već 30. 10. 1813. godine general Severio Tomašić ulazi s vojskom u Knin i ostavi u Kninu zapovjednika Danesa, čime je započela druga vladavina Austrije koja će trajati do 1918. godine.

### Knin za vladavine Habsburgovaca (1813. – 1918.)
Preuzevši vlast od Francuske Austrija je reorganizirala upravu. Tako je 1818. godine u Kninu osnovan Kotarski sud “Pretura”. Godine 1868. Dalmacija je podijeljena na 12 političkih kotareva, od kojih je jedan i Knin. Prva desetljeća vladavine Austrije u Dalmaciji i Kninu predstavljaju doba puno mrtvila u ekonomskom, javnom i kulturnom životu. Knin i tada ima pretežno obrambeni značaj, jer se nalazio na graničnom austrijsko-turskom području. I pored policijskog režima i službenog pomaganja talijanaštva u Kninu, narodnjačka misao je tiho jačala, da bi se 1860. godine, ukidanjem apsolutizma i uvođenjem ustavnosti u Austrijskoj monarhiji, javno manifestirala.  U Kninu se 60-tih godina 19. stoljeća formiraju dvije političke stranke: Narodna i Autonomaška. Narodna, kao izraz volje naroda i njegovih težnji da se Dalmacija sjedini s Hrvatskom i da se hrvatski jezik uvede u upravni i javni život. Autonomaška, koja traži posebnu autonomiju za Dalmaciju u okviru Austrijske Monarhije. Na čelu Narodne stranke u Kninu stajao je mladi kninski odvjetnik dr. Lovre Monti. Kninski narodnjaci osnovali su 1861. godine “Narodnu slavjansku čitaonicu” s ciljem čvršćeg organiziranja i kako bi svojim akcijama dali više sadržaja. To društvo postalo je stožer narodnog pokreta. Četiri godine poslije izbora zastupnika u Dalmatinski sabor održani su općinski izbori u Dalmaciji. Izbori za općinu Knin bili su održani 20., 21. i 22. srpnja 1865. godine. Vlasti su i ovoga puta namjeravale izbornim makinacijama izboriti pobjedu, ali su birači koji su se prvog izbornog dana slili na kninsko biralište oprli tome sjekirama, vilama i kolcima.  Rezultat tog izbornog dana bio je: tri mrtva seljaka i pet teže ranjenih žandara, a prvaci narodne stranke u Kninu dr. Lovre Monti, Ivan Fumis i drugi su s još 18 seljaka uhapšeni i odvedeni u zadarsku tamnicu. Bili su to “krvavi izbori” u Kninu, koji su obnovljeni 13. ožujka 1866. godine i na kojima je Narodna stranka slavila veliku pobjedu. Kninska općinska uprava dolazi u narodne ruke, a za prvog kninskog načelnika izabran je 3. rujna 1866. godine dr. Lovre Monti. “Krvavi izbori” u Kninu 1865. godine nagovijestili su slom i pad autonomaštva u Kninu koje je ožujskim izborima 1866. godine potpuno nestalo. Potrebno je osim toga naglasiti da je kninska općina među prvim općinama u Dalmaciji došla u narodne ruke  Nova općinska uprava na čijem se čelu nalazio dr. Lovre Monti, zalagala se za ekonomski i kulturni procvat kninske općine. Posebnu pažnju nova uprava poklanja prosvjeti, znajući da samo učen čovjek može biti nositelj svega progresivnog. Ubrzo nakon tih izbora, novi politički kurs doveo je u pitanje jedinstvo Narodne stranke. Njezin prvak Mihovil Pavlinović, katolički svećenik i konzervativni teolog je 1869. godine razradio “programske smjernice daljnje borbe za izdizanje hrvatske nacionalnosti” i zagovarao preorijentaciju Narodne stranke ka radikalnom kursu. U isto vrijeme kad je Pavlinović počeo izgrađivati idejne smjernice hrvatskog nacionalizma, došlo je i do bitnog političkog pomjeranja kod pravoslavnog svećenstva. Poneseni idejama o oslobođenju i ujedinjenju “svekolike srpske braće” pravoslavni svećenici i teolozi postaju inicijatori i organizatori srpskih čitaonica i škola na kninskome području. Politiku i djelatnost pravoslavnog svećenstva među srpskim stanovništvom u kninskom kraju podržavala je i srbijanska vlada Milana Obrenovića te s tim u vezi mnogi agenti i delegati Obrenovićeve vlade obilaze kninska sela. Neki od njih poput Bogoljuba Petranovića i Milana Cvjetičanina imali su zadatak da u Drnišu i u Kninu “u odsudnom času” spreme čete i s njima “u pograničnu Bosnu preko Graba preture da se olakša posao srpskoj vojsci” U skladu s tim aktivnostima, srpski poslanik u Dalmatinskom saboru, Sava Bjelanović, pravnik iz Đevrsaka govorio je da je samo srpska nacionalna misao – narodna, dok je hrvatska – tuđinski proizvod Opet, s druge strane, neki katolički svećenici u sjevernodalmatinskoj zagori ne priznaju postojanje srpske nacije u sjevernoj Dalmaciji i po njihovom mišljenju riječ je o “Hrvatima grkoistočne vjere”. Devedesetih godina 19. stoljeća pravoslavna i katolička crkva oštro su se suprotstavljale miješanim brakovima kojih je na kninskom području bilo podosta. Narastajućim nacionalnim proturječnostima, zahvaćenim snažnim sukobima i obojanim šovinističkim strastima otpor pružaju neki prvaci Narodne stranke predvođeni Lovrom Montijem. Neosporno, Montijeva riječ je i dalje vrlo snažna, ali je njegova politička aktivnost, prožeta idealizmom i romantizmom odviše mekana za surova vremena kakva su vladala u to doba u kninskom kraju. Istina, Monti pobjeđuje i dalje na izborima, a 1873. godine stupa i u Carevinsko vijeće. Međutim, Monti i njegovi istomišljenici nisu u stanju zaustaviti kotač povijesti, likvidirati ili ublažiti surove nacionalne suprotnosti i poštedjeti kninski kraj od iskušenja u koja je gazio. Godine 1880. Narodna stranka se cijepa na Hrvatsku narodnu stranku i Srpsku narodnu stranku, zbog čega će Lovro Monti podnijeti ostavke na sve političke i parlamentarne dužnosti. Iako je Knin imao sve uvjete da se ekonomski razvija s obzirom na svoj položaj, njegov vječni vojno strateški karakter to mu je onemogućavao. Tek pomicanjem austrijsko-turske granice na Drinu 1878. godine, Knin prestaje biti vojno strateški centar.

### Knin od 1918. do 1990. godine
Prvi svjetski rat nametnuo je i kninskom području brojne žrtve i težak život. Nakon njegova završetka u Kninu je još uvijek bio jak pokret za sjedinjenje Dalmacije s Hrvatskom. Na zboru predstavnika 28 sela osnovan je u Kninu 7. studenoga 1918. godine “Odbor narodnog vijeća” od šest članova koji je bez rezerve pružio punu podršku “Narodnom vijeću Slovenaca, Hrvata i Srba” u Zagrebu. Ali, na osnovu Londonskog sporazuma talijanska vojska je okupirala Knin 19. prosinca 1918. godine. Došavši u Knin talijanske vlasti su odmah raspustile “Odbor narodnog vijeća” za Knin, zabranile svako političko djelovanje i 31. ožujka 1919. godine uspostavile “Prijeki vojni sud”. Zatim su počela uhićenja i deportacije nepoćudnih građana. Tom prilikom uhićen je i Fra Lujo Marun, ravnatelj Muzeja hrvatskih spomenika i deportiran u Anconu. Tek se Rapalskim ugovorom Talijanska vojska povlači iz Knina 4. travnja 1921. godine. Politički život u Kninu javlja se tek poslije 1923. godine, a izvršile su ga zagrebačke i beogradske političke stranke. Tada se u Kninu osnivaju organizacije Hrvatske seljačke republikanske stranke, Demokratske stranke, Zemljoradničke stranke i Narodne radikalne stranke, koje će sve do Drugog svjetskog rata, u manjoj ili većoj mjeri, prelamati proturječja Kraljevine Jugoslavije. Nakon napada Njemačke i Italije na Jugoslaviju 1941. godine došlo je do njenog sloma i uspostave Nezavisne države Hrvatske u čiji sastav ulazi i Knin, a dio kninske općine potpada pod talijansku vlast. Krajem Drugog svjetskog rata pod zidinama Kninske tvrđave vođena je jedna od najvećih bitaka Drugog svjetskog rata – Kninska bitka koja je trajala od 3. studenoga do 3. prosinca 1944. godine. Knin su od Nijemaca oslobodili pripadnici Narodno oslobodilačke vojske Jugoslavije, 3. prosinca 1944. godine. Nakon završetka Drugog svjetskog rata Knin je u sastavu Socijalističke Republike Hrvatske u Federativnoj Republici Jugoslaviji u kojoj je uspostavljena komunistička vlada. Po popisu iz 1961. godine kninska općina je imala 49.017 stanovnika. Osjetan pad zabilježen je 1981. godine kada je u općini Knin (koja je danas podijeljena na općine Knin, Kistanje, Ervenik, Biskupiju, Kijevo i Civljane) popisan 43.731 stanovnik, od čega 34.846 Srba, 4150 Hrvata te 3335 Jugoslavena. Stanovnici su bili naseljeni u 43 naselja: Knin, Biovičino selo, Biskupija, Cetina, Civljane, Đevrske, Ervenik, Golubić, Gošić, Ivoševci, Kakanj, Kijevo, Kistanje, Kninsko polje, Kolašac, Kosovo, Kovačić, Krnjeuve, Ljubač, Markovac, Modrino selo, Mokro polje, Nunić, Oćestovo, Orlić, Oton, Pađene, Plavno, Polača, Potkonje, Radljevac, Varivode, Vrbnik, Vrpolje, Zečevo, Zvjerinac i Žagrović. Prema popisu stanovništva iz 1991. godine u gradu Kninu je živio 12.331 stanovnik od kojih 9867 Srba (80 posto) te 1660 Hrvata (13,5 posto). U općini Knin, godine 1987. radilo je 12.398 radnika, od čega 10.238 u privrednoj djelatnosti. Polovica od svih zaposlenih bila je zaposlena u dvije tvrtke, u Željezničkom prijevozu 3100, te u tvornici vijaka TVIK-u 3079 radnika. U tekstilnoj tvornici Kninjanka bilo je 511 zaposlenih, u građevinskom poduzeću Dinara 360, u tvornici za preradu žitarica i stočne hrane Agroprerada 330, a u trgovačkom poduzeću Inex Dinara (Dinarka) 300 radnika. U poduzeću za proizvodnju kartonske ambalaže Mladost radilo je 256 ljudi, u poduzeću za prijevoz robe i putnika Transport 215, u tvornici metalnog namještaja Kistanje 230, u kistanjskoj tvornici dječje konfekcije Ponos 208, a u poljoprivrednoj zadruzi Orlić-Markovac 185. U građevinskom poduzeću Dinaridi bilo je 135 zaposlenih, koliko ih je bilo i u strmičkoj Ciglani Stevo Opačić. U Elektrodistribuciji je radilo 112, u PTT-u 105, a u kninskoj stolariji 80 radnika, isto koliko i u Hidroelektranama na Krki i Zrmanji. U tvornici za preradu industrijskih otpadaka Krka bilo je 66 radnika, u poduzeću za montažu gipsanih elemenata Gipsdekor 55, u Mljekarstvu 43, a u Šumariji 40. Dobro su poslovale i tvornica gipsa Kningips i tvornica namještaja Krka, no ne postoje podaci o broju zaposlenih u tim tvrtkama. 

### Domovinski rat
U kolovozu 1990. godine kninski sateliti Slobodana Miloševića i ostalih nositelja velikosrpske ideologije, Milan Martić i Milan Babić, kojima se priključuje dio hrvatskih građana srpske nacionalnosti, organiziraju oružanu pobunu protiv ustavno-pravnog poretka Republike Hrvatske te stvaraju paradržavu Krajinu sa sjedištem u Kninu. Hrvati iz Knina, Vrpolja, Potkonja i Kijeva prisiljeni su 1991. godine napustiti svoje domove i otići u progonstvo. U vojno redarstvenoj akciji “Oluja”, Hrvatska vojska oslobađa Knin 5. kolovoza 1995. godine te ga ponovno vraća u ustavno-pravni poredak Republike Hrvatske. Akcijom oslobađanja Knina zapovijedao je, kao član Operativnog stožera za Oluju zadužen za pravac Knin, general Ante Gotovina, tadašnji zapovjednik Zbornog područja Split. Prve postrojbe Hrvatske vojske koje su ušle u Knin bile su postrojbe IV. i VII. Gardijske brigade Hrvatske vojske. Dan oslobođenja Knina, 5. kolovoza 1995. godine obilježava se kao Dan pobjede i Domovinske zahvalnosti i Dan hrvatskih branitelja, a svake godine, središnja se svečanost održava u Kninu uz dolazak cijeloga državnog vrha.

### Knin od 1995. dodanas
U akciji Oluja kninsko područje napušta velika većina građana srpske nacionalnosti. Dio njih se vratio, no većina je ostala živjeti u Srbiji ili su otišli u treće zemlje. Krajem 1995. i tijekom 1996. godine, na poziv predsjednika dr. Franje Tuđmana, u Knin su doselili Hrvati iz Bosne i Hercegovine. Osim njih, u manjem dijelu, u Knin su doselili i Hrvati iz drugih dijelova bivše Jugoslavije, ali i iz same Hrvatske. Odmah po oslobođenju u Knin dolazi i Vladin povjerenik za Knin Petar Pašić koji je za vrijeme okupacije tu dužnost obavljao iz Šibenika. Petra Pašića na mjestu povjerenika 1996. godine zamjenjuje Ante Maričić, a iste godine Maričića zamjenjuje Zvonimir Puljić koji tu dužnost obnaša do 1997. godine. Prvi kninski gradonačelnik nakon Oluje bio je Milivoj Tomaš, koji je imenovan nakon lokalnih izbora 1997. godine. On je tu funkciju obnašao samo devet mjeseci, od 26. svibnja 1997. godine do 7. ožujka 1998. godine. Njega smjenjuje Joško Odak koji je dužnost gradonačelnika Knina obnašao do 2001. godine. Od 2001. do 2005. godine gradonačelnik Knina bio je Vinko Marić.
Od 2005. do 2015. godine, u dva i pol mandata gradonačelnica je bila Josipa Rimac. Nakon ostavke Josipe Rimac zbog odlaska u Hrvatski sabor, u rujnu 2015. godine, kao njen prvi zamjenik, dužnost gradonačelnika preuzima Nikola Blažević. Na lokalnim izborima za gradonačelnika održanima 2017. godine pobjeđuje dr. sc. Marko Jelić. Evo i kratke kronologije najbitnijih društvenih, infrastrukturnih i gospodarskih događanja u Kninu od 1995. do 2015. godine. Godine 1997. TVIK je ponovno pokrenuo proizvodnju. Riječ je o poduzeću koje je imalo i ima veliki značaj za Knin. Godine 2003. kninsku tvornicu kupila je grupacija DIV koja u rujnu 2013. godine otvara novi pogon tvornice uz ulaganje od 35 milijuna eura. U tvornici radi oko 500 radnika, podaci su iz 2015. godine.  U kolovozu 2005. godine svečano je otvoreno kninsko Veleučilište Marka Marulića koje danas ima tri stručna i jedan specijalistički studij. Od 2009. do 2011. godine obnovljena su pročelja, stolarija i krovišta ukupno 27 zgrada. Godine 2013. završena je obnova Tuđmanove i Zvonimirove, a 2015. Tomislavove ulice koja je uključivala i nove pločnike i hortikulturu. Godine 2011. svečano je na glavnom trgu otvoren Spomenik hrvatske pobjede Oluja '95., a 2015. na tvrđavi Muzej Oluja '95 te spomenik prvom hrvatskom predsjedniku dr. Franji Tuđmanu. Godine 2015. posvećena je novoizgrađena crkva Gospe Velikog Hrvatskog Krsnog Zavjeta. Sve ovo vrijeme u Kninu je bio aktivan civilni sektor, a posebno su se svojim aktivizmom isprofilirale Udruga za osobe s invaliditetom Sveti Bartolomej, Gradsko društvo Hrvatskog Crvenog križa Knin, Udruga Zvonimir i Ekološka udruga Krka. Udruga Sveti Bartolomej sagradila je i novi objekt Poludnevnog boravka u kojem proces rehabilitacije prolaze korisnici iz cijele Dalmacije. Rad ove udruge ogledni je primjer u hrvatskim okvirima. Pozitivnom imidžu Knina posebno su u ovom razdoblju pridonijeli sportaši. Velike uspjehe, na državnoj i međunarodnoj razini, ostvarili su Taekwondo klub DIV Knin, MNK Kijevo Knin, Atletski klub Sveti Ante i ŠRD Krka. Godine 2016. otvoren je u Kninu novi prostor Narodne knjižnice Knin, a 2017. i novi Studentski dom Fra Luje Maruna.

## Gospodarstvo
Prema podacima Državnog zavoda za statistiku u gradu Kninu je na dan 31. ožujka 2013. godine bilo zaposleno 3327 ljudi od čega u javnoj upravi i obrani te obveznom socijalnom osiguranju 1244 zaposlena, zatim u prerađivačkoj industriji 424 zaposlena, u djelatnostima zdravstvene zaštite i socijalne skrbi 390 zaposlenih, u obrazovanju 382 zaposlena, u prijevozu i skladištenju 252, u trgovini na veliko i malo te popravku motornih vozila i motocikala 197, u građevinarstvu 92, u opskrbi vodom, uklanjanju otpadnih voda, gospodarenju otpadom te djelatnostima sanacije okoliša 90, u opskrbi električnom energijom, plinom, parom i klimatizaciji 64, u ostalim uslužnim djelatnostima 37, u umjetnosti, zabavi i rekreaciji 30, u financijskim djelatnostima i djelatnostima osiguranja 29, u poslovanju nekretninama 22, u stručnim, tehničkim i znanstvenim djelatnostima 17, u informacijama i komunikacijama 15, u poljoprivredi, šumarstvu i ribarstvu 14, u administrativnim i pomoćnim uslužnim djelatnostima 11 te u djelatnostima pružanja smještaja te pripreme i usluživanja hrane 8. Jedini sektor u kojem nema zaposlenih je rudarstvo i vađenje.

## Poznate osobe
- Milan Borjan, kanadski nogometaš
- Dejan Borovnjak, srpski košarkaš
- Miloš Degenek, australsko-srpski nogometaš
- Branko Grčić, hrvatski političar i ekonomist
- Matea Jelić, hrvatska tekvandoašica
- Mirko Marjanović, srpski političar
- Branko Miljuš, hrvatski nogometaš
- Lovro Monti, hrvatski političar i publicist
- Ilija Petković, srpski nogometaš
- Jovan Rašković, srpski političar
- Dinko Šimunović, hrvatski književnik
- Radomir Vukčević, hrvatski nogometaš

## Kulturne znamenitosti
Među kulturnim znanostima ubrajaju se:
- Kninska tvrđava – Kninska tvrđava jedna je od najvećih i najstarijih europskih tvrđava. Njen najstariji dio, Kaštel Knin izgrađen je u drugoj polovici IX. stoljeća. Smještena je na južnom dijelu brda Spas i nalazi se 100 metara iznad grada Knina. Duga je 470 metara, a na najširem dijelu široka 110 metara. Obrambeni zidovi koji je opasuju sa svih strana u dužini od gotovo 2 kilometra mjestimično su visoki i do 20 metara. Kninska tvrđava se može podijeliti na pet dijelova: Gornji grad (Kaštel Knin), Srednji grad (Garišta), Donji grad, Bandjeru (Kaštel Lab) i postaju Belveder. Svaki od ovih dijelova tvrđave može se smatrati i samostalnim utvrđenim gradom. Iskustvo ulaska u ovo velebno zdanje koje je svjedočilo drevnoj i burnoj prošlosti – gotovo da je jednako ulasku u vremeplov.

- Brdo Spas (sjeverni dio) – Brdo na kojem su nađeni arheološki nalazi i nekropole iz prapovijesti te iz staroga i srednjeg vijeka. Mjesto s tisućama godina povijesti i još uvijek nedovoljno istraženo. Mjesto koje zrači mirom i izaziva strahopoštovanje.

- Kapitul – Kninski srednjovjekovni kaptol. Sjedište katedrale kninskoga biskupa.

- Biskupija – U mjestu se nalaze ostaci pet srednjovjekovnih crkava (Crkvina, Stupovi, Bukorovića podvornica, Lopuška glavica, sv. Trojica) te nekropola stećaka. Mjesto u kojem je stolovao hrvatski biskup i gdje je po predaji ubijen kralj Zvonimir.

- Crkva sv. Spasa na vrelu Cetine – Ranosrednjovjekovna crkva iz 9. stoljeća s najvećom nekropolom stećaka u Hrvatskoj.

- Burnum – Rimski vojni logor u kojem je boravila XX. legija.

- Manastir Krka – (Manastir sv. Arhanđela) Srednjovjekovni manastir, zadužbina Jelene Šubić, udovice hrvatskog kneza Mladena III. Šubića i sestre srpskog cara Dušana. Manastir posjeduje veliku i bogatu knjižnicu s velikim brojem povijesnih rukopisa, inkanabula i rijetkih knjiga.

- Uzdolje – Ostaci ranosrednjovjekovne crkve i nekropola sa stećcima.

- Glavaš (Dinarić) – Srednjovjekovna utvrda.

- Orlić – Ostaci rimske vile rustice.

- Kijevo – Ostaci kasnoantičke vile rustice.

- Plavno – Ostaci prethistorijske gradine, rimskog naselja te srednjovjekovne utvrde i crkve.

- Trošenj

- Nečven

- Rimske ceste

- Rimski amfiteatar kod Burnuma

- Golubić – Ostaci antičke gradine i ranosrednjovjekovne crkve.

- Mokro Polje – Srednjovjekovna Keglevića utvrda.

- Mokro Polje – Ostaci srednjovjekovne crkve i nekropola sa stećcima.

- Oton – Ostaci eneolitičke, antičke i srednjovjekovne gradine.

- Oton Bender – Ostaci ranosrednjovjekovne crkve.

- Pađene – Ostaci ranosrednjovjekovne crkve i nekropola sa stećcima.

- Polača kod Knina (Polača – Turić) – Ostaci srednjovjekovne crkve i nekropola sa stećcima.

- Strmica – Matasova utvrda.

- Vrpolje (Knin) – Ostaci kasnosrednjovjekovne crkve.

- Zečevo kod Knina – Srednjovjekovna utvrda.

## Crkve
- Crkva Gospe Velikog Hrvatskog Krsnog Zavjeta u Kninu – katolička crkva
- Crkva sv. Ante u Kninu – katolička crkva
- Crkva sv. Jakova u Kninu – katolička crkva
- Crkva sv. velikomučenika Jurja u Kninskom Polju – pravoslavna crkva
- Crkva Pokrova Presvete Bogorodice u Kninu – pravoslavna crkva
- Crkva sv. Josipa u Kninu – katolička crkva
- Crkva sv. Barbare u Kninu – katolička crkva

## Obrazovanje
U Kninu se nalaze dvije osnovne škole i dvije srednje škole:
- OŠ "Domovinske zahvalnosti"
- OŠ "Dr. Franje Tuđmana"
- Srednja škola "Lovre Montija" s usmjerenjima opća gimnazija, jezična gimnazija, ekonomska, poljoprivredni tehničari i trgovci.

- Srednja strukovna škola "kralja Zvonimira" s usmjerenjima: Računalni tehničar za strojarstvo, tehničar za elektroniku, kuhari, konobari, automehaničari, frizeri.

- Veleučilište "Marko Marulić" u Kninu ima sljedeće studije:
  - Trgovinsko poslovanje s poduzetništvom
  - Poljoprivreda krša
  - Prehrambena tehnologija
  - Ekonomski i normativni okvir poduzetništva

## Šport
- Tenisko igralište u KninuNovi KninNogometni klub Dinara Gradski nogometni klub, član Županijske nogometne lige. dresovi: crveni, osnovan 1913. god.
- Malonogometni klub "Kijevo Bilić-Erić Security" Knin, član 1. HMNL, osnovan 1997. god.
- MNK Knin
- Ženski rukometni klub Knin Gradski rukometni klub, član 2. ŽRL, dresovi: crveni, osnovan 1998. god.
- Rukometni klub "Knin 95", osnovan 1996. god.
- Košarkaški klub "Knin", osnovan 1997. god.
- Šahovski klub Knin, osnovan 1997. god.
- Taekwondo klub DIV Knin, osnovan 1997. god.[6]
- Taekwondo klub Olympic
- Karate klub "Tigar" Knin, osnovan 2000. god.[7]
- Karate klub Knin
- Odbojkaški klub "Mladost 2000" Knin, član 2. HOL – Jug, osnovan 2000. god.
- Atletski klub "Sveti Ante" Knin, osnovan 2000. god.
- Kuglački klub Knin, osnovan 1999. god.
- Boćarski klub "Zrinski" Knin, osnovan 1999. god.
- Stolnoteniski klub Knin, osnovan 1999. god.
- Streljački klub "Zvonimirovi strijelci" Knin, osnovan 2000. god.
- Planinarsko društvo "Dinara", osnovano 1954. god.[8]
- Planinarsko društvo Troglav
- Športsko-ribolovno društvo "Krka", osnovano 1997. god.[9]
- Društvo sportske rekreacije "Sport za sve", osnovano 1999. god.
- Lovačka udruga "Dinara"[10]
- Fitness club Fortis

## Neprofitne organizacije
- HPD Dinara KninGradsko društvo Hrvatskog Crvenog križa Knin
- Udruga osoba s invaliditetom Sveti Bartolomej
- Udruga Zvonimir
- Ekološka udruga Krka
- Koordinacija braniteljskih udruga grada Knina
- KUD Kralj Zvonimir - posvećen je očuvanju i izvođenju tradicijskih običaja Knina; promiče kulturnu baštinu kninskog kraja (Ojkalica, Pikuća i pala, Biračko kolo uz pjevanje, Nijemo kolo)[11]
- HKD Napredak Knin
- Udruga Scientia Populo
- Udruga Atribut
- Udruga Porta
- Udruga Carza

## Gradovi prijatelji
- Solin (od 15. rujna 1996.)
- Zagreb (od 13. lipnja 2006.)
- Tomislavgrad (od 08. srpnja 2014.)
- Biograd na moru (od 15. siječnja 2015.)
- Nin (od 15. siječnja 2015.)
- Vukovar (od 12. lipnja 2015.)

## Galerija
- Knin – pogled s tvrđave
- Knin s tvrđave
- Grad Knin
- Pogled s tvrđave
- Panorama Knina s tvrđave

## Vanjske poveznice
|  | Zajednički poslužitelj ima još gradiva o temi Knin |

- Službene stranice grada Knina knin.hr
- Turistička zajednica Grada Knina

|  | Portal Hrvatske: pristup člancima s tematikom o Hrvatskoj |